# فولی، برکشر
فولی (به انگلیسی: Fawley) یک روستا و محله مدنی در بریتانیا است که در بارکشر غربی واقع شده‌است. فولی ۸٫۷۸ کیلومتر مربع مساحت و ۱۶۵ نفر جمعیت دارد.